# Pavillon de la France (1967)
Le pavillon de la France est le pavillon national qui a représenté la France à l'Expo 67 de Montréal.

## Conception
Œuvre de Jean Faugeron, architecte concepteur (Paris) et André Blouin, architecte associé (Montréal), le bâtiment circulaire, composé de 9 niveaux autour d'un vide central, est construit en acier et béton, habillé de lames brise-soleil en aluminium. Son centre est occupé par les fils et lumières du Polytope du compositeur et architecte Iannis Xenakis. Le pavillon est équipé de nombreux postes de télévision en couleur équipés du procédé SECAM. Le Panrama est également présenté comme curiosité expérimentale. 

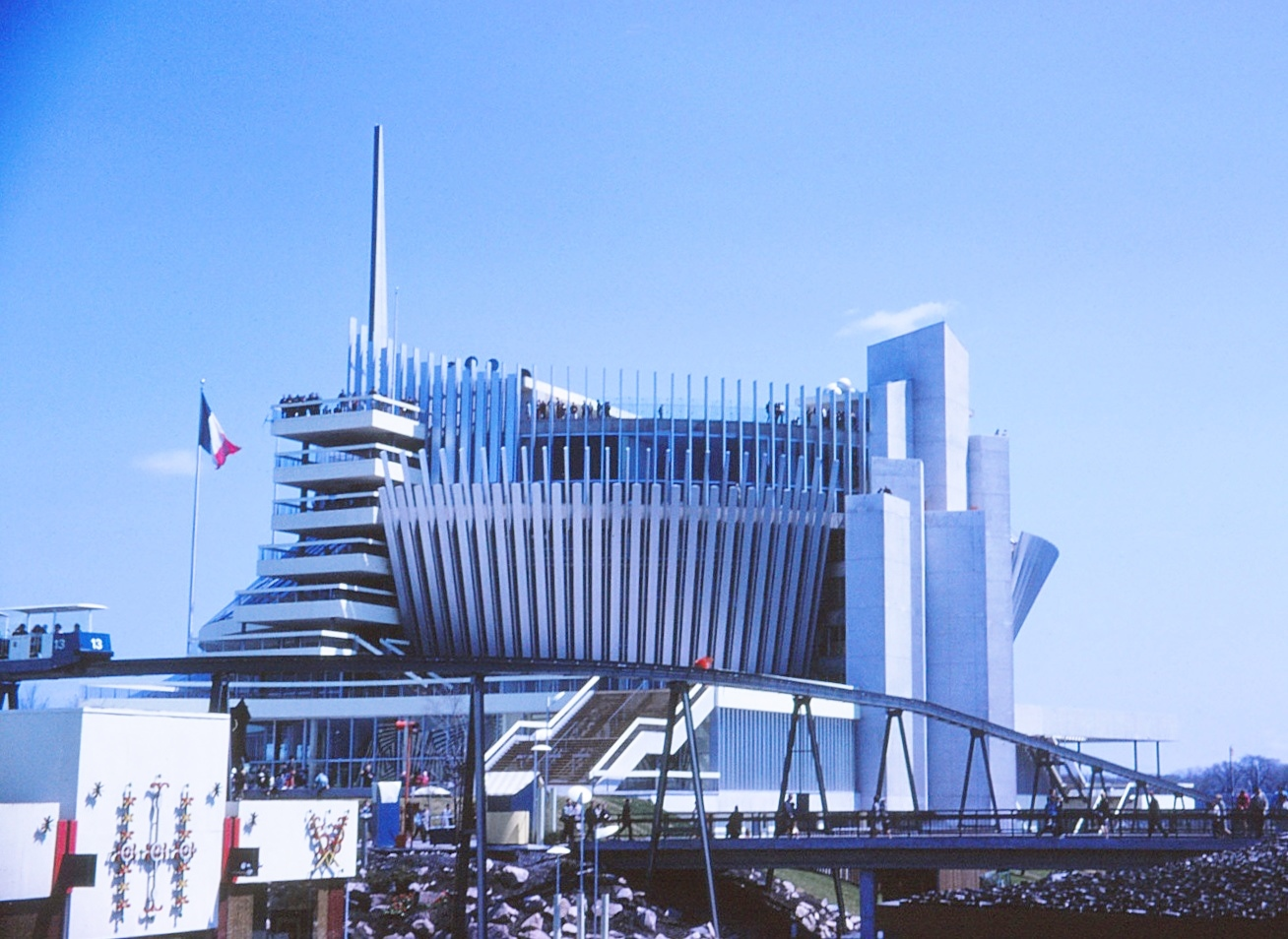
Avec le minirail au premier plan

La hauteur est environ 100 pieds (32 mètres), dominé par des mâts décoratifs et une flèche en acier. La construction de cet édifice a coûté 4,5 millions $ en 1966. Avec ses 250 000 pieds carrés, il s'agissait du plus grand bâtiment érigé à l'occasion de l'Expo 67.
Robert Bordaz est le commissaire général du pavillon.

## Après l'Expo 67
De 1985 à 1992, le bâtiment abrite le Palais de la civilisation, qui présente plusieurs grandes expositions de civilisations à partir de collections de musées européens.
Le 15 décembre 1992, le gouvernement du Québec donne son approbation pour le lancement d'un casino à Montréal. Le pavillon français est relié avec le pavillon du Québec  adjacent et le Casino de Montréal est inauguré le 9 octobre 1993,.
Une maquette d'ensemble du pavillon est conservée dans les collections de la Cité de l'architecture et du patrimoine.